# Joe Newman
Pour l’article homonyme, voir Joseph M. Newman.
Joe Newman (Joseph Dwight Newman) est un trompettiste de jazz américain né le 7 septembre 1922 à La Nouvelle-Orléans et décédé le 4 juillet 1992 à New York.

## Biographie
Né dans une famille de musiciens en Louisiane, Joe Newman, fait ses études à l'Alabama State College.
De 1941 à 1942, il joue dans l'orchestre de Lionel Hampton. De 1943 à 1947, il est trompettiste dans le big band de Count Basie. De 1947 à 1952, il joue un temps avec Illinois Jacquet puis J.C. Heard. Il réintègre, les rangs de l'orchestre de Basie pour y rester jusqu'en 1961. En 1962, il participe à la tournée de Benny Goodman en Union soviétique. Il mène ensuite, de front, une carrière de musicien freelance à New York et d'enseignant. Il est un des fondateurs, et président en 1967, de l'association Jazz Interactions (en) qui se donne pour objectif de faire connaître le jazz dans les lycées et collèges. Souffrant de problèmes cardiaques, il meurt en 1992 à New York.
Surtout connu pour sa participation à l'orchestre de Basie, dont il fut un des solistes vedettes, Joe Newman a enregistré plusieurs disques sous son nom, la plupart du temps en petites formations, dont la musique est très influencée par celle du « Count ».

## Discographie

### En tant que leader
- 1954: Joe Newman and His Band (Vanguard)
- 1954: Joe Newman and the Boys in the Band (Storyville)
- 1955: All I Wanna Do Is Swing (Victor)
- 1955: The Count's Men (Fresh Sound)
- 1955: I'm Still Swinging (RCA)
- 1956: Salute to Satch (RCA)
- 1956: New Sounds in Swing (Jazztone)
- 1956: I Feel Like a Newman (Black Lion Records)
- 1956: The Midgets (RCA)
- 1957: Locking Horns (Roulette)
- 1957: Swing Lightly (Jazztone)
- 1958: Jazz Heritage: Joe Newman Quartet/Shirley Scott (MCA)
- 1958: Soft Swingin' Jazz (Coral)
- 1958: Joe Newman with Woodwinds (Roulette)
- 1958: Sextet (Pacific)
- 1960: Jive at Five (Original Jazz Classics)
- 1960: Counting Five in Sweden (World Pacific)
- 1961: Good 'n' Groovy (Original Jazz Classics)
- 1961: Joe's Hap'nin's (Swingville)
- 1962: In a Mellow Mood (Stash)
- 1962: Joe Newman at Count Basie's  (Mercury)
- 196?: Shiny Stockings (Honey Dew)
- 1975: Satchmo Remembered (Atlantic)
- 1977: At the Atlantic (Phontastic)
- 1978: I Love My Baby (Black & Blue)
- 1984: Hangin' Out (Concord)
- 1989: Midgets (Panton)
- 1992: A Grand Night for Swingin': The Joe Newman Memorial Album (Natasha)
- 1994: Jazz for Playboys (Savoy)
- 1999: In Sweden (Jazz Information)
- 2003: Jazz in Paris: Jazz at Midnight (Sunnyside)

### En tant que co-leader
- 1958 : Joe Newman With Zoots Sims : Locking Horns, Rama Records RLP 1003

### En tant que sideman
Avec Manny Albam
- Brass on Fire (Sold State, 1966)
- The Soul of the City (Solid State, 1966)

Avec Gene Ammons
- Twisting the Jug (Prestige, 1961) - avec Jack McDuff

Avec Dexter Gordon
- Swiss Nights Vol. 3 (SteepleChase, 1975 [1979]) - guest sur la piste 1

Avec Eddie Harris
- The Electrifying Eddie Harris (Atlantic, 1967)
- Plug Me In (Atlantic, 1968)
- Silver Cycles (Atlantic, 1968)

Avec Milt Jackson
- Plenty, Plenty Soul (Atlantic, 1957)

Avec Illinois Jacquet
- The King! (Prestige, 1968)
- The Soul Explosion (Prestige, 1969)

Avec Yusef Lateef
- Part of the Search (Atlantic, 1973)

Avec Mundell Lowe
- Satan in High Heels#Soundtrack|Satan in High Heels (soundtrack) (Charlie Parker, 1961)

Avec Jack McDuff
- The Fourth Dimension (Cadet, 1974)

Avec Gary McFarland
- Tijuana Jazz (Impulse!, 1965) avec Clark Terry
- Profiles (Impulse!, 1966)

Avec Jimmy McGriff
- The Big Band (Solid State, 1966)
- A Bag Full of Blues (Solid State, 1967)

Avec the Modern Jazz Quartet
- Plastic Dreams (Atlantic, 1971)

Avec James Moody
- Moody and the Brass Figures (Milestone, 1966)

Avec Buck Clayton
- Jam Session #1 (Chiaroscuro Records, 1974)
- Jam Session #2 (Chiaroscuro Records, 1975)

Avec Oliver Nelson
- Oliver Nelson Plays Michelle (Impulse!, 1966)
- Happenings avec Hank Jones (Impulse!, 1966)

Avec Shirley Scott
- Roll 'Em: Shirley Scott Plays the Big Bands (Impulse!, 1966)

Avec Sonny Stitt
- Kaleidoscope (Prestige, 1952 [1957])
- Sonny Stitt Plays Arrangements from the Pen of Quincy Jones (Roost, 1955)
- The Matadors Meet the Bull (Roulette, 1965)
- I Keep Comin' Back! (Roulette, 1966)
- The Champ (Muse Records, 1973)

Avec Clark Terry et Chico O'Farrill
- Spanish Rice (Impulse!, 1966)